# Мембранный гидроаккумулятор
Мембранный гидроаккумулятор служит для накопления гидравлической жидкости с последующей её отдачей в нужный момент времени. Также, их широко применяют для демпфирования (сглаживания) пульсаций и ударов жидкости в системе. Как в поршневых и баллонных гидроаккумуляторах, этот процесс происходит за счёт сжимаемого газа. В виде разделителя сред применяется каучуковая мембрана, которая закреплена на внутренней стенке корпуса и деформируется в процессе сжатия и расширения азота. В верхней части гидроаккумулятора установлен газовый клапан, препятствующий выходу азота из газовой полости. При отсутствии давления в жидкостной полости, мембрана полностью прижимается к выходному отверстию. Чтобы внутренние края этого отверстия не повреждали каучук, в мембране в этом месте сделано металлическое уплотнение (тарельчатый клапан). В качестве газа в верхней полости чаще всего применяют азот и ни в коем случае — воздух или кислород. Это обусловлено тем, что находящиеся под давлением воздух и кислород — взрывоопасны.
Мембранные гидроаккумуляторы (или пневмогидроаккумуляторы) бывают перезаряжаемые, разборные и запаянные (данный вид заряжает азотом сам производитель при изготовлении). Кроме того, аккумуляторы могут быть изготовлены из разных материалов — как корпус, так и сами мембраны. Применение тех или иных материалов обусловлено различными условиями эксплуатации (температура, рабочая среда и т. д.). Благодаря своим компактным размерам данные аккумуляторы широко применяются в мобильной технике. Как и вся подобная продукция, мембранный гидроаккумулятор нуждается в сертификатах той страны, в которой эксплуатируется.